# Старый сумасброд
«Старый сумасброд» (англ. Old Bugs) — рассказ американского писателя ужасов Г. Ф. Лавкрафта, вероятно, написанный в июле 1919 года. Впервые был опубликован в сборнике «Комната с заколоченными ставнями» (1959) Arkham House.

## Сюжет
С введением Сухого закона бильярдная Шихана в Чикаго стала отвратительным прибежищем для заядлых пьяниц. В заведении работает уборщиком Старый сумасброд, зрелый человек, изъеденный пороками, но способный изредка проявлять типичную для образованных людей чуткость. Молодой Альфред Тревер беседует со своим другом Питом Шульцем о вреде выпивки. Их разговор услышал Старый сумасброд, который попытается убедить его не совершать ту же ошибку, что и он; и рассказывает свои историю жизни и те перспективы, которые открывались перед ним.

## Вдохновение
Лавкрафт был убежденный трезвенник. Часть была написана другом Лавкрафта Альфредом Гальпином, который заявлял, что ему нужно попробовать алкоголь, прежде чем Сухой закон вступит в силу. В ответ ему Лавкрафт написал рассказ о старом изгое, известном как «Старый сумасброд», который, олицетворяет, самого Гальпина, скатившегося до «вредных привычек, с самой первой выпивки, употребленной в одиночестве ещё годами ранее». Внизу рукописи Лавкрафт дописал: «Теперь ты будешь здравым?» Женщина, с которой помолвка была сорвана из-за его выпивки, Элеонор Уинг. Она была однокурсницей и состояла в школьном пресс-клубе Галпина.

## Реакция
В «Энциклопедии Лавкрафта» говорится об этом произведении: «Работа не так тяжеловесна, как кажется, и на самом деле это маленький шедевр комической дефляции и самопародии».